# St. Paul (Iowa)
St. Paul – miasto w Stanach Zjednoczonych, w stanie Iowa, w hrabstwie Lee. Zgodnie ze spisem statystycznym z 2000 roku, miasto liczyło 118 mieszkańców.